# Copeina
Copeina – rodzaj słodkowodnych ryb kąsaczokształtnych z rodziny smukleniowatych (Lebiasinidae). 

## Występowanie
Ameryka Południowa (Brazylia, Ekwador, Kolumbia i Peru) – dorzecze Amazonki.

## Klasyfikacja
Gatunki zaliczane do tego rodzaju:
- Copeina guttata – smukleń kropkowany[3], kopeina[4]
- Copeina osgoodi

Gatunkiem typowym jest Pyrrhulina argyrops (=C. guttata).